# Xã Ellis, Quận Ellis, Kansas
Xã Ellis (tiếng Anh: Ellis Township) là một xã thuộc quận Ellis, tiểu bang Kansas, Hoa Kỳ. Năm 2010, dân số của xã này là 418 người.